# Итерс Гелен
«Итерс Гелен» (нидерл. Eaters Geleen) — команда по хоккею с шайбой из Гелена. Домашней ареной клуба является стадион «Гладенбрук», вмещающий 1200 человек.

## История
Клуб «Итерс Гелен» был основан 2 ноября 1968 года как филиал канадской команды «Трэйн Смоук Итерс». С 1971 года команда играет в Эредивизие. В 2012 году «Итерс Гелен» впервые стал победителем чемпионата Нидерландов.

## Достижения
- Эредивизие:
  - Чемпион (1)  : 2012